# Chloroclystis bischoffaria
Chloroclystis bischoffaria är en fjärilsart som beskrevs av Jacob Hübner 1838. Chloroclystis bischoffaria ingår i släktet Chloroclystis och familjen mätare. Inga underarter finns listade i Catalogue of Life.